# Gauliga Westfalen 1935/36
De Gauliga Westfalen 1935/36 was het derde voetbalkampioenschap van de Gauliga Westfalen. Schalke 04 werd opnieuw kampioen en plaatste zich voor de eindronde om de Duitse landstitel. De club werd groepswinnaar en plaatste zich voor de halve finale, waarin ze verloren van 1. FC Nürnberg. Dat jaar werd er wel een wedstrijd voor de derde plaats gespeeld die de club glansrijk won met 8:1 van Vorwärts RaSpo Gleiwitz. 

## Eindstand
| Plaats | Club                             | Wed. | W  | G | V  | Saldo | Ptn.  |
| ------ | -------------------------------- | ---- | -- | - | -- | ----- | ----- |
| 1.     | FC Schalke 04                    | 18   | 17 | 1 | 0  | 94:11 | 35:10 |
| 2.     | SV Germania 06 Bochum            | 18   | 11 | 3 | 4  | 37:20 | 25:11 |
| 3.     | SV Höntrop 1916                  | 18   | 10 | 4 | 4  | 45:37 | 24:12 |
| 4.     | SuS Hüsten 09                    | 18   | 6  | 5 | 7  | 50:36 | 17:19 |
| 5.     | SC Westfalia 04 Herne            | 18   | 7  | 2 | 9  | 34:39 | 16:20 |
| 6.     | SpVgg 1912 Herten                | 18   | 6  | 4 | 8  | 26:39 | 16:20 |
| 7.     | TuS Bochum 08                    | 18   | 6  | 2 | 10 | 33:48 | 14:22 |
| 8.     | Erler SV 08                      | 18   | 6  | 2 | 10 | 34:50 | 14:22 |
| 9.     | SC Preußen Münster               | 18   | 4  | 6 | 8  | 19:44 | 14:22 |
| 10.    | 1. Recklinghäuser SpVgg Union 05 | 18   | 2  | 1 | 15 | 21:69 | 05:31 |

|  | Kampioen, geplaatst voor nationale eindronde |
|  | Degradatie naar Bezirksliga                  |

## Promotie-eindronde
| Plaats | Club                    | Wed. | Saldo | Ptn. |
| ------ | ----------------------- | ---- | ----- | ---- |
| 1.     | SV Rotthausen           | 10   | 34:16 | 16:4 |
| 2.     | BV 09 Borussia Dortmund | 10   | 32:16 | 15:5 |
| 3.     | Preußen Bochum          | 10   | 23:14 | 14:6 |
| 4.     | VfB 03 Bielefeld        | 10   | 20:30 | 7:13 |
| 5.     | Sportfreunde Siegen     | 10   | 17:29 | 5:15 |
| 6.     | SuS 1913 Recklinghausen | 10   | 9:30  | 3:17 |

|  | Promotie naar Gauliga Westfalen 1936/37 |